# Air Mauritius

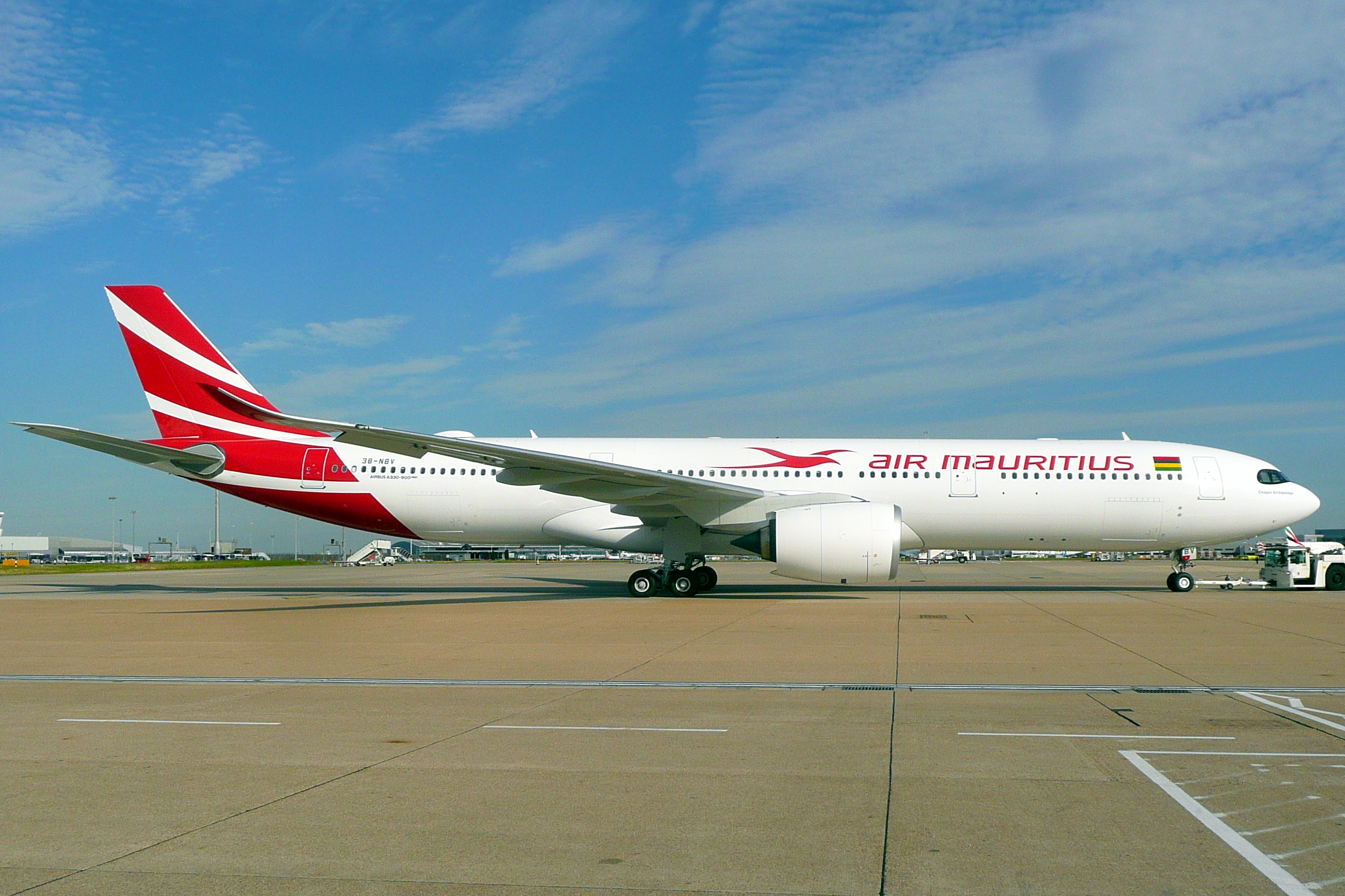
Airbus A330-900 w barwach Air Mauritius

Air Mauritius – maurytyjskie narodowe linie lotnicze z siedzibą w Port Louis.

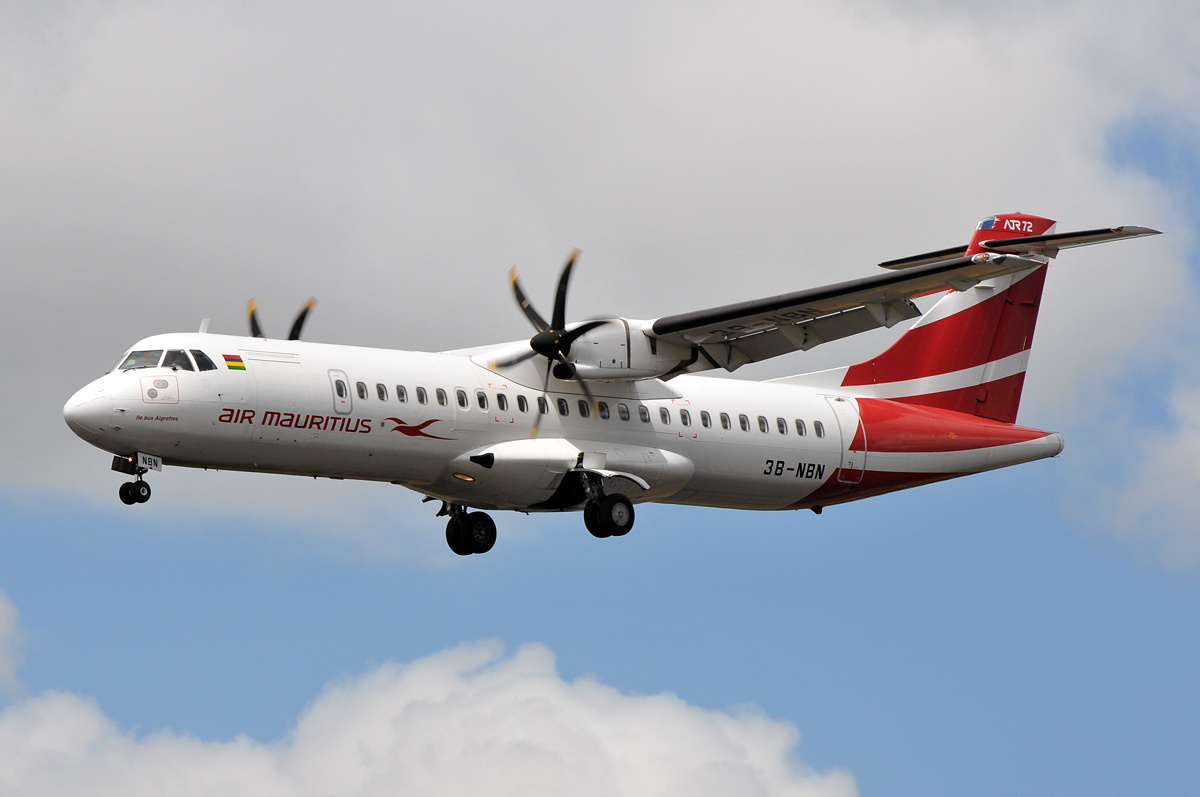
ATR 72-500 w barwach Air Mauritius

Głównym węzłem jest Port lotniczy Mauritius. Agencja ratingowa Skytrax przyznała liniom 4 gwiazdki.

## Flota
Flota Air Mauritius składa się z 9 samolotów o średnim wieku 7,8 roku (stan na luty 2023 r.).
| Samolot         | W użyciu | Zamówionych | Uwagi |
| --------------- | -------- | ----------- | ----- |
| Airbus A330-900 | 2        |             |       |
| Airbus A350-900 | 6        |             |       |
| ATR 72-500      | 3        |             |       |
| Razem           | 12       |             |       |

## Porty docelowe

### Afryka
- Kenia
  - Nairobi (Port lotniczy Jomo Kenyatta)
- Komory
  - Moroni (Port lotniczy Moroni)
- Madagaskar
  - Antananarywa (Port lotniczy Antananarywa)
- Mauritius
  - Rodrigues (Port lotniczy Rodrigues)
- Południowa Afryka
  - Durban (Port lotniczy Durban)
  - Kapsztad (Port lotniczy Kapsztad)
  - Johannesburg (Port lotniczy Johannesburg)
- Reunion
  - Saint-Denis (Port lotniczy Reunion)
- Seszele
  - Mahé (Port lotniczy Mahé)

### Azja
- Chiny
  - Hongkong (Port lotniczy Hongkong)
- Indie
  - Ćennaj (Port lotniczy Ćennaj)
  - Delhi (Port lotniczy Indira Gandhi)
  - Mumbaj (Port lotniczy Chhatrapati Shivaji)
- Malezja
  - Kuala Lumpur (Port lotniczy Kuala Lumpur)
- Singapur
  - Singapur (Port lotniczy Changi)
- Zjednoczone Emiraty Arabskie
  - Dubaj (Port lotniczy Dubaj)

### Europa
- Austria
  - Wiedeń (Port lotniczy Wiedeń-Schwechat)
- Francja
  - Paryż (Port lotniczy Paryż-Roissy-Charles de Gaulle)
- Niemcy
  - Düsseldorf (Port lotniczy Düsseldorf
  - Frankfurt nad Menem (Port lotniczy Frankfurt)
  - Monachium (Port lotniczy Monachium)
- Szwajcaria
  - Genewa (Port lotniczy Genewa-Cointrin)
  - Zurych (Port lotniczy Zurych-Kloten)
- Wielka Brytania
  - Londyn (Port lotniczy Londyn-Heathrow)
  - Port lotniczy Londyn-Gatwick
- Włochy
  - Mediolan (Port lotniczy Mediolan-Malpensa)
  - Rzym (Port lotniczy Rzym-Fiumicino)

### Oceania
- Australia
  - Melbourne (Port lotniczy Melbourne-Tullamarine)
  - Perth (Port lotniczy Perth)
  - Sydney (Port lotniczy Sydney-Kingsford Smith)